# Landeryk z Paryża
Landeryk z Paryża (zm. 661) – biskup Paryża, święty Kościoła katolickiego.
Był biskupem Paryża w latach 650–661. By zaspokoić potrzeby głodujących diecezjan, sprzedał własne dobra, część naczyń liturgicznych i mebli. Wybudował pierwszy w Paryżu szpital miejski pw. św. Krzysztofa (późniejszy Hôtel-Dieu). Sprowadził na teren diecezji benedyktynów. Był popierany przez króla Chlodwiga II. Jego następcą na tronie biskupim został Chrodobert.
Wspomnienie liturgiczne św. Landeryka obchodzone jest 10 czerwca.